# Nicolas Pithou
Nicolas Pithou, eigentlich Nicolas Pithou de Chamgobert (* 1524 Champagne; † 1598) war ein französischer Anwalt und Autor.
Er war der Bruder von Pierre Pithou und François Pithou und Zwillingsbruder von Jean Pithou, mit dem gemeinsam er Institution du manage chrétien verfasste. Alle Brüder galten als sehr gelehrt und exzellent in ihren Berufen.

## Œuvre (Auszug)
- Chronique de Troye et de la Champagne durant les guerres de Religion (1524-1594)
- Le protestantisme en Champagne, ou, Récits extraits d’un manuscrit de N. Pithou
- La Navigation du capitaine Martin Forbisher [sic] anglois, ès régions de west et nordwest, en l’année M.D.LXXVII
- Justiniani Augusti Historia, in qua Bellum Persicum